# ژوزف-آرمان بمباردیه
ژوزف-آرمان بمباردیه (به فرانسوی: Joseph-Armand Bombardier) (زاده ۱۶ آوریل ۱۹۰۷ - درگذشته ۱۸ فوریه ۱۹۶۴) کارآفرین و مخترع کانادایی بود، که در سال ۱۹۴۱ شرکت بمباردیه را تأسیس نمود. وی سازنده نخستین ماشین برف‌رو بود.